# Kurundvad
Kurundvad es una ciudad y  municipio situada en el distrito de Kolhapur en el estado de Maharashtra (India). Su población es de 22372 habitantes (2011). Se encuentra a orillas del río Panchganga, a 55 km de Kolhapur.

## Demografía
Según el censo de 2011 la población de Kurundvad era de 22372 habitantes, de los cuales 11325 eran hombres y 11047 eran mujeres. Kurundvad tiene una tasa media de alfabetización del 86,90%, superior a la media estatal del 82,34%: la alfabetización masculina es del 92,81%, y la alfabetización femenina del 80,97%.